# Techniknutzungspfad
Der Begriff Techniknutzungspfad beschreibt den Prozess der Technikentwicklung als Resultat von Konflikten, Konkurrenzen und Diskursen vieler Akteure.
Erkennbar wird er, und somit die historischen Stadien der Entwicklung und Nutzung von Informationstechnologie, durch Betrachtung der Wechselwirkungen zwischen Organisationen und Informatiksystemen im Zeitverlauf. Ziel ist es mit Hilfe der Techniknutzungspfadanalyse aus der Entwicklung von Innovationsprozessen in der Vergangenheit die Wechselwirkungen von IT-Entwicklungen und Techniknutzungsformen in Organisationen transparent zu machen und daraus systematische Erkenntnisse, Entwicklungspfade sowie Wahrscheinlichkeiten für die Gegenwart und Zukunft abzuleiten.
„Im Techniknutzungspfad werden die zu Strukturen geronnenen Handlungen der Sieger erkennbar“